# Симон Сојгински
Симон Сојгински је светитељ Руске православне цркве. Монах манастира Корниљев-Комелски, који је 1497. године основао монах Корнилије Комељски у близини града Грјазовец. Оснивач је Спасо-Преображенског Сојгинског манастира на десној обали реке Соје на њеном ушћу у реку Вичегду . Ова испосница је укинута 1791. године и претворена у парохијску цркву. У древним рукописним календарима из 17. века, монах Симон се назива новим чудотворцем.

## Живот и дела
Свети Симон Соигински припада комељском огранку ученика светог Сергија Радоњешког.
Рођен је у Солвичегодску у породици Никите Тентиукова. Од малих ногу почивала је на њему благодат Божија. Бежао је од светске вреве. У младости је напустио родитељску кућу и дошао код монаха Корнилија Комелског у манастир, који се одликовао строгим каноном и био „изванредан као показатељ монашког живота 15. века, његова поучна правила су служила за успостављање многих светих манастира“. Тамо је примио постриг и положио своје послушање међу тако познатим подвижницима - ученицима монаха Корнилија, као што су монаси Генадије Костромски и Љубимоградски, Иродион Илоезерски, Адријан Пошехонски, Лаврентије Комелски.
После смрти свог ментора, монаха Корнилија, Симон, као сарадник монаха Лонгина, пође са њим у скит. Неко време подвижници су се заустављали у Солвичегодском Борисоглебском манастиру. Затим, напуштајући овај манастир, дошли су до ушћа реке Корјажемке. Ту је монах Лонгин одлучио да остане.
Монах Симон је помогао свом старијем пријатељу да изгради келију и капелу, а сам се преселио на ушће реке Соје, где је основао Спасо-Преображенски Сојгински манастир, освећен 17. маја 1541. године. Уредивши при овом храму пустињски манастир, монах је од братије изабран за игумана.
Двадесет година је управљао манастиром.
Свети Симон се упокојио 24. новембра 1562. године и сахрањен је у манастиру који је основао у цркви у име Свете великомученице Катарине, чији се спомен такође празнује 24. новембра.
Хроника о Симону Соигинском
Летописни запис се чувао у цркви Соигинског црквеног порта на месту манастира који је основао Симон Соигински.
„Шеснаестог дана септембра 7047 (1539) године, у спомен Свете великомученице Ефимије Свехвале, игуман Симон је дошао у место на ушћу реке Соје, на Вичегодском побочју, у дивљу шуму. На свету је био у телу Никитин, син Тентјукова, родом из Солвичегодске. Стрижен и ученик Корниљев, на Комелу. И поставио је Спасовску цркву у лето 7049 (1541) маја на 8. дан. А та црква је освећена у лето 7049 (1541) маја 17. дана, под архиепископом ростовским Досифејем. А игумен Симон се упокојио у лето 7070 (1562) новембра у 24. дан у спомен Свете великомученице Катарине, под архиепископом ростовским Никандром. И положен у његову структуру, где је манастир настао у име Преображења Господњег.”
Успомена на монаха Симона Соигинског празнује се на дан његовог упокојења, који пада 7. децембра (24. новембра по старом стилу). Његове свете мошти почивају у његовој обитељи у храму свете великомученице Екатерине Память преподобного Симона Сойгинского // Жития святых на русском языке, изложенные по руководству Четьих-Миней свт. Димитрия Ростовского : 12 кн., 2 кн. доп. — М.: Моск. Синод. тип., 1903—1916. — Т. III: Ноябрь, День 24. — С. 696..
3. фебруара 2016. године, одлуком Архијерејског Сабора Руске православне цркве, канонизован је за опште црквено поштовање.